# Пираниас
„Пираниас“, преименувана през 1982 г. от група „Трус“, която е основана през 1980 г., е българска рок група от София, във формация от Ромео Йон Михай — китари и вокал, Румен Нейков — бас китара, Александър Григоров — ударни инструменти, по късно през същата година заместен от Милчо Миланов.
Групата е една от първата която се опитва да пробие с авторски песни, собствена музика и текстове в жанр Хардрок/ Балкански Рок без разчитането на ноти а предимно импровизаций, заклети противници на ковери и имитации, както е било обичайно през този период от повечето Български Групи, особено известните и вече утвърдените професионалисти. Групата има няколко концертни изяви в читалища, и дори организира първия Рок Фестивал на 13 май 1982 г. в читалище „Светлина“ кв. Е.Марков, с участието на 5 групи, в пълна зала с разпродадени билети, без парични компенсации. Групите осигуряват индивидуално всеки според своите възможности цялата апаратура и оборудване, Под зоркото око на наблюдателите от ДКМС, концертното цветно осветление се спира и под командите им репертоара на всички групи се преполвява, и накрая прекратява. След изпълняването на дълга към родината си през 1984 г. група „Пираниас“ в същия състав се преименува в „Барок“, съкратено на Балкански Рок. Многото опити групата да пробие с авторската си музика и текстове, и безбройните перипети и спънки от апаратчиците на ДКМС и БКП-то, до издаване на албуми не се стига. 1985 г. основателят, композиторът, двигателят на групата Ромео Йон Михай от разочарование емигрира в САЩ, с това спира съществуването на Групата.
През 2010 г. във Vbox7 се представя метализирана версия на Българския химн създаден от Р. Й. Михай! 